# Casa de raport de pe str. Vasile Alecsandri, 105 (Chișinău)
Casa de raport de pe str. Vasile Alecsandri, 105 este o clădire amplasată pe str. V. Alecsandri, 105 în Chișinău, Republica Moldova. Este un monument arhitectural de importanță națională inclus în Registrul monumentelor Republicii Moldova ocrotite de stat cu nr. 78 (municipiul Chișinău). Datează din 1910.